# Hans von Schwerin-Löwitz

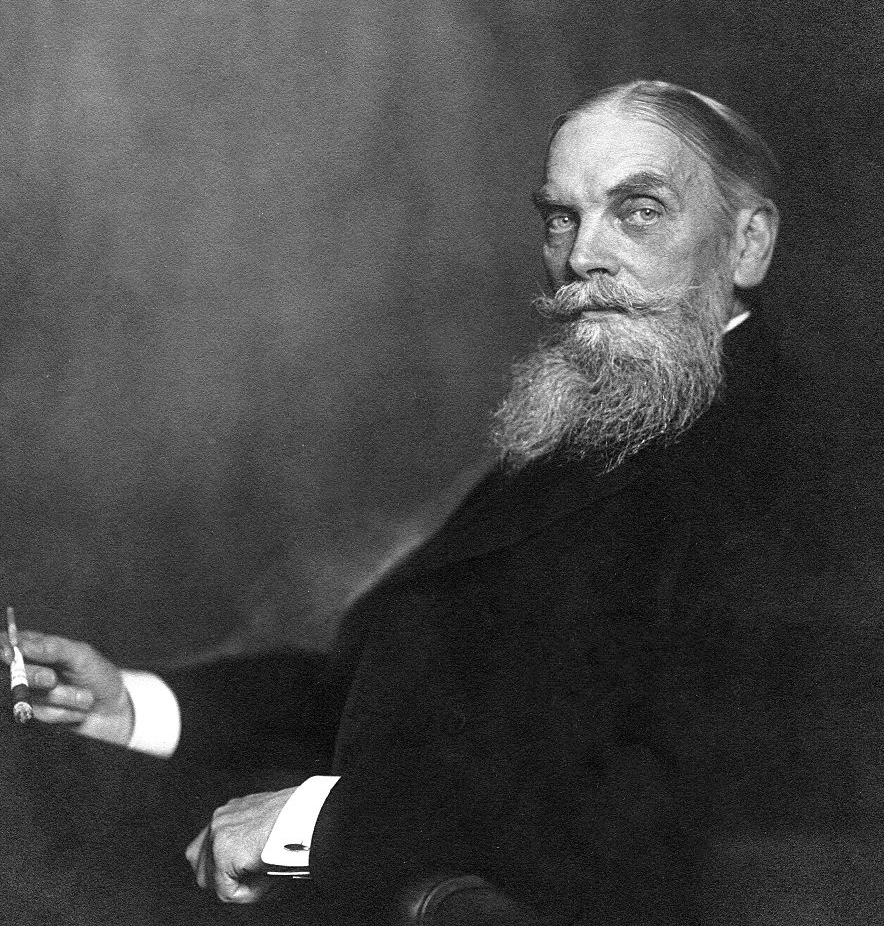
Hans von Schwerin-Löwitz

Hans Axel Tammo Graf von Schwerin-Löwitz (* 19. Mai 1847 in Schwerinsburg, Kreis Anklam; † 4. November 1918 in Berlin) war ein deutscher Großgrundbesitzer und Offizier der Preußischen Armee. Im Königreich Preußen und im Deutschen Kaiserreich war er ein maßgeblicher Politiker der Deutschkonservativen Partei, von 1893 bis zu seinem Tod Mitglied des Reichstages, 1910–1912 auch dessen Präsident sowie von 1912 bis 1918 Präsident des preußischen Abgeordnetenhauses.

## Leben
Er entstammte dem vorpommerschen Adelsgeschlecht Schwerin auf Löwitz und besuchte das Französische Gymnasium Berlin, das er vor dem Abitur („mit Primareife“) verließ. 1865 trat er in das Magdeburgische Kürassier-Regiment Nr. 7, dem auch Otto von Bismarck angehörte. Er nahm 1866 am Deutschen Krieg und 1870/71 am Krieg gegen Frankreich teil. Nach der Deutschen Reichsgründung war er von 1872 bis 1877 Adjutant des Herzogs Ernst II. von Sachsen-Coburg und Gotha.
In Halberstadt als Rittmeister verabschiedet, bewirtschaftete er ab 1881 das Familienfideikommiss Löwitz in der Provinz Pommern. Er gelangte über kommunale Ehrenämter in die Politik und wurde in den Kreistag gewählt. Seit der Reichstagswahl 1893 war er Abgeordneter des vorpommerschen Wahlkreises Regierungsbezirk Stettin 1 (Anklam-Demmin) im deutschen Reichstag. Er gehörte der Deutschkonservativen Partei an. Ab 1897 war er auch Mitglied des Preußischen Abgeordnetenhauses. Von März 1910 bis Februar 1912 war er Reichstagspräsident. Von 1912 bis zu seinem Tode am 4. November 1918 war Schwerin-Löwitz Präsident des Preußischen Abgeordnetenhauses. 
1896 wurde er Vorsitzender der pommerschen Landwirtschaftskammer und Bezirkseisenbahnrat, 1901 Präsident des Landesökonomiekollegiums und des Deutschen Landwirtschaftsrates. Schwerin-Löwitz saß im Ausschuss des Deutschen Bimetallisten-Bundes. Während des Ersten Weltkrieges vertrat er den Bund der Landwirte im Kuratorium der Reichsgetreidestelle.
Am 1. Juli 1878 heiratete er Marie von Gerstenbergk, Edle von Zech (1858–1932). Das Paar adoptierte zwei Kinder:
- 1904 Gertrud von Schwerin (Adel seit 1906), vorm. Ritter (* 1888)
- 1921 (durch seine Frau Marie) seinen Großneffen Hans Bogislav Gerd Georg Graf von Schwerin (* 27. August 1921) (führte seit 1922 den Namen: von Gerstenbergk, Edler von Zech, Graf von Schwerin), den Enkel seines Bruders Gerd (1857–1916) und Sohn von Hans Bogislav Graf von Schwerin (1883–1967).

Er starb mit 71 Jahren in der Novemberrevolution.

## Ehrungen
- Königlicher Kronen-Orden (Preußen) II. Klasse (1905)
- Rechtsritter des Johanniterordens (1908)
- Roter Adlerorden II. Klasse (1909)
- Dr. phil. h. c. der Friedrich-Wilhelms-Universität zu Berlin (1910)
- Wirkl. Geh. Rat (1911)
- Dr. theol. h. c. der  Königlichen Universität zu Greifswald (1917)
- Verdienstorden vom Heiligen Michael II. Klasse
- Greifenorden II. Klasse
- Oldenburgischer Haus- und Verdienstorden des Herzogs Peter Friedrich Ludwig II. Klasse
- Albrechts-Orden II. Klasse

## Werke (Auswahl)
- Der neue Zolltarif und der Kampf um die künftigen Handelsverträge. 1903.
- Rittergut Löwitz. in: H. Dade (Hg.): Die deutsche Landwirtschaft unter Kaiser Wilhelm II. Bd. 1, 1913, S. 85–90.
- Die deutsche Landwirtschaft, in: Philipp Zorn, Herbert von Berger: Deutschland unter Kaiser Wilhelm II. hg. von Siegfried Körte, Friedrich Wilhelm von Loebell, Hans von Schwerin-Löwitz und andere, 3 Bände. R. Hobbing, Berlin 1914.